# Bakom Snart är det lördag igen
Bakom snart är det lördag igen är en svensk reklamfilm från 2007, producerad av Spendrups för att göra reklam för Norrlands Guld. Handlingen kretsar kring skapandet av en film om en kärlekshistoria mellan Ingmar och Carina (spelade av Pontus Gårdinger och Tilde Fröling) och filmen är regisserad av Patrik Forsberg. Henrik Schyffert spelar regissören. Den hade premiär i januari 2007.

## Handling
Filmen börjar med att Henrik Schyffert presenterar iden om en svensk högbudget actionfilm för marknadsföringsgruppen på Norrlands Guld. Han övertygar de till slut och de går med på att finansiera "filmen". Produktionen börjar med att Schyffert åker till Mauritius för att hitta Norrland och finner en strand där han flyttar på palmerna och importerar granar från Norrland för att efterlikna. De andra filmmedlemmarna blir måttligt imponerade över att det inte alls liknar Norrland. Schyfferts producent tycker att Schyffert måste åka hem då de inte har råd att exportera Norrland till Mauritius. Väl i Norrland finner Schyffert och de andra filmmedlemmarna själsro och bestämmer sig för att inte göra nån film trots allt. Producenten åker dit för att påminna dem om kontraktet de har skrivit under och går till slut med på att göra en trailer istället genom ett kryphål i kontraktet.

## Rollista
| Skådespelare     | Roll        |
| ---------------- | ----------- |
| Pontus Gårdinger | Ingemar     |
| Tilde Fröling    | Carina      |
| Kenta Nilsson    | Michailikov |
| Henrik Schyffert |             |
| Annica Sundström | Sofia       |
| Mattias Hägglund |             |
| Pontus Jerrstedt |             |
| Magnus Månsson   |             |
| Elita Löfblad    | caddie      |